# BD1008
BD1008 o N-[2-(3,4-dichlorophenyl)etilo]-N-metilo-1-pyrrolidineethanamine es un antagonista selectivo del receptor sigma, con una afinidad de unión informada de Ki = 2 ± 1 nM por el receptor sigma-1 y 4 veces la selectividad sobre el receptor sigma-2.
De acuerdo con otros antagonistas del receptor sigma que han sido descubiertos, el pretratamiento de ratones Swiss Webster con BD1008 atenúa significativamente la toxicidad conductual de la cocaína y puede ser potencialmente útil en el desarrollo de antídotos para el tratamiento de la sobredosis de cocaína.